# Aeroport Internacional de Tabarka
L'Aeroport Internacional de Tabarka o Aeroport Internacional de Tabarka 7 de novembre és un aeroport internacional de Tunísia situat al nord-oest del país, a la governació de Jendouba i delegació de Tabarka, a 15 km de la ciutat de Tabarka (a 1,5 km de la vila de Ras Rajel). El seu codi és TBJ. El seu trànsit fou el 2006 de 68.128 passatgers i 1122 avions. Està administrat per l'Oficina de Ports Aeris de Tunísia (OPAT, del 1970 al 1998 Oficina de l'Aviació Civil i dels Aeroports, OACA) que depèn del Ministeri de Transports de Tunísia.